# Молдавско-польские отношения
Молдавско-польские отношения — двусторонние дипломатические отношения между Молдовой и Польшей.
Государства являются членами Всемирной торговой организации, Организации по безопасности и сотрудничеству в Европе, Совета Европы и Организации Объединённых Наций.

## История
Исторически Молдавское княжество было вассалом Королевства Польского, а позднее Речи Посполитой. В связи с этим в Молдове существует небольшая, но активная польская община. Затем оба государства стали частью Российской империей, а затем — Советского Союза.

### Польская община в Молдове

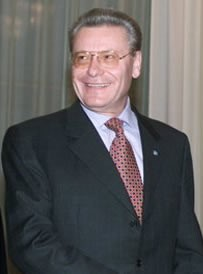
Президент Республики Молдова Пётр Лучинский

По данным советской переписи населения 1989 года в Молдавской ССР проживало 4739 поляков. Молдавская перепись 2004 года зафиксировала, что в государстве проживало 2383 поляка. Последняя перепись не включала данные в Приднестровье, которое на протяжении столетий находилось в пределах Речи Посполитой и подвергалось значительному польскому влиянию. Перепись населения 2004 года в Приднестровье показала, что 2 % населения (около 1100) являются поляками.
В некоторых публикациях активистов и польских дипломатов упоминается число более 20 000 поляков в Молдове, что значительно превышает число поляков, указанных в переписи. Некоторые авторы включают в свои оценки людей польского происхождения, в то время как другие предполагают, что люди католической веры (в преимущественно православной стране) скорее всего имеют польское происхождение, а также может включать украинцев, имеющих в своей родословной связи с Польшей.
Вследствие российской и советской политики в отношении польской культуры, только небольшой процент поляков в Молдове в настоящее время говорит по-польски. Например, бывший президент Республики Молдова Пётр Лучинский имеет транскрибированную версию польской фамилии, но никогда публично не идентифицировал себя с польским происхождением. Однако ряд приднестровских политиков, таких как бывшая первая леди Нина Штански и Евгений Зубов, открыто говорят о своих польских корнях.

### Современные отношения

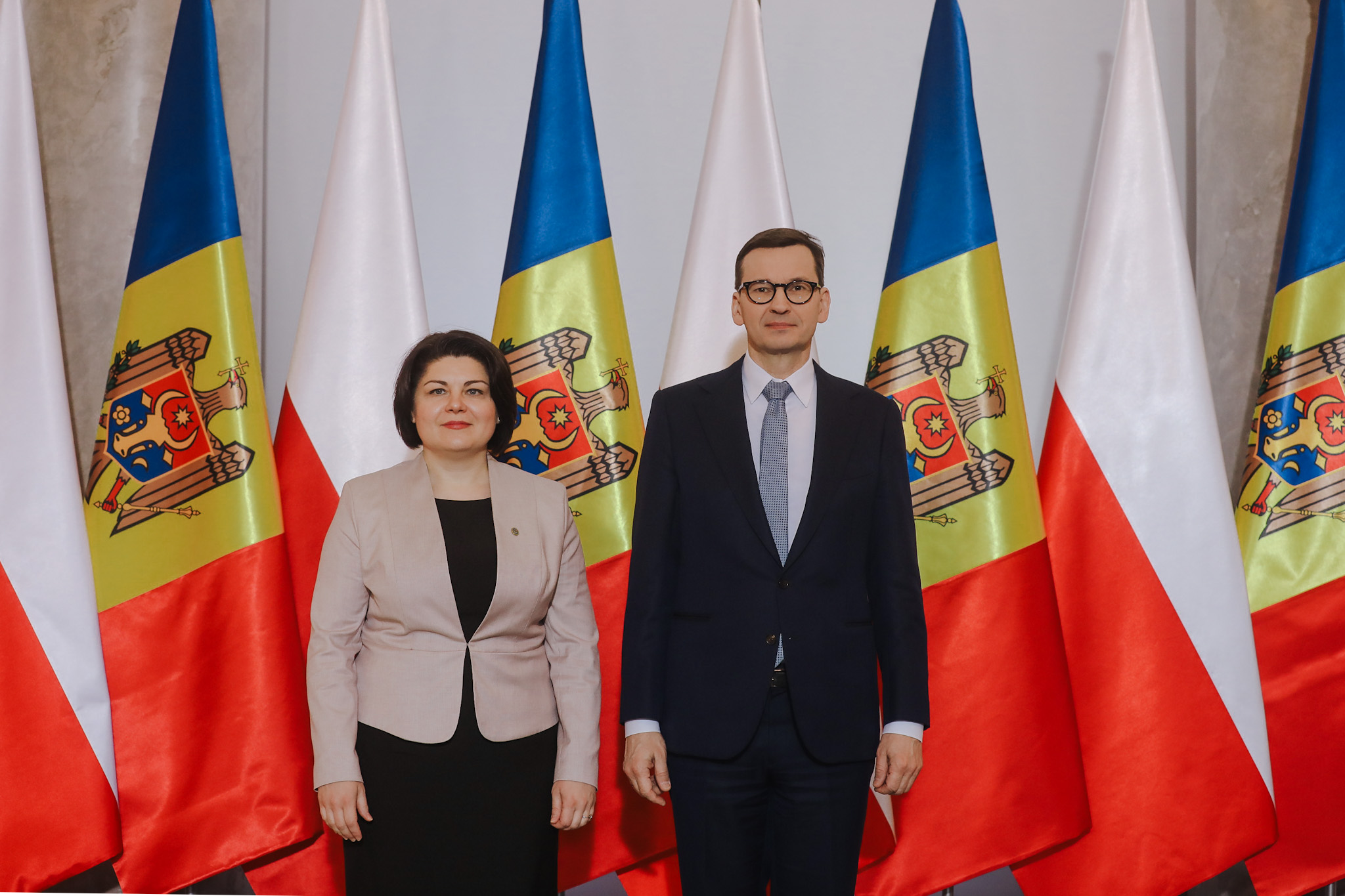
Премьер-министр Молдовы Наталья Гаврилица на встрече с премьер-министром Польши Матеуш Моравецкий в Варшаве 8 апреля 2022 года

Польша является активным сторонником интеграции Молдовы в Европейский союз. Польские власти официально заявляют, что не признают Приднестровье как отдельное государство от Молдовы.
Польша является одним из десяти основных торговых партнёров Молдовы. В 2019 году Польша была восьмым по величине источником импорта и шестым по величине направлением экспорта для Молдовы.
В 2020 году после вспышки пандемии COVID-19 в Молдове Польша пожертвовала медицинскую помощь и оборудование, в том числе кислородные концентраторы в различные больницы Молдовы в том числе через польскую общину в Молдове.
В октябре 2021 года во время газового кризиса Молдова закупила один миллион кубометров природного газа у Польши, что стало первой закупкой газа Молдовой не в России.
Польский аналитический центр «Варшавский институт» ведет Romania Monitor для изучения основных направлений политических, экономических и социальных событий в Румынии и Молдове.

## Дипломатические представительства
- Молдова содержит посольство в Варшаве[14].
- Польша имеет посольство в Кишинёве[15].

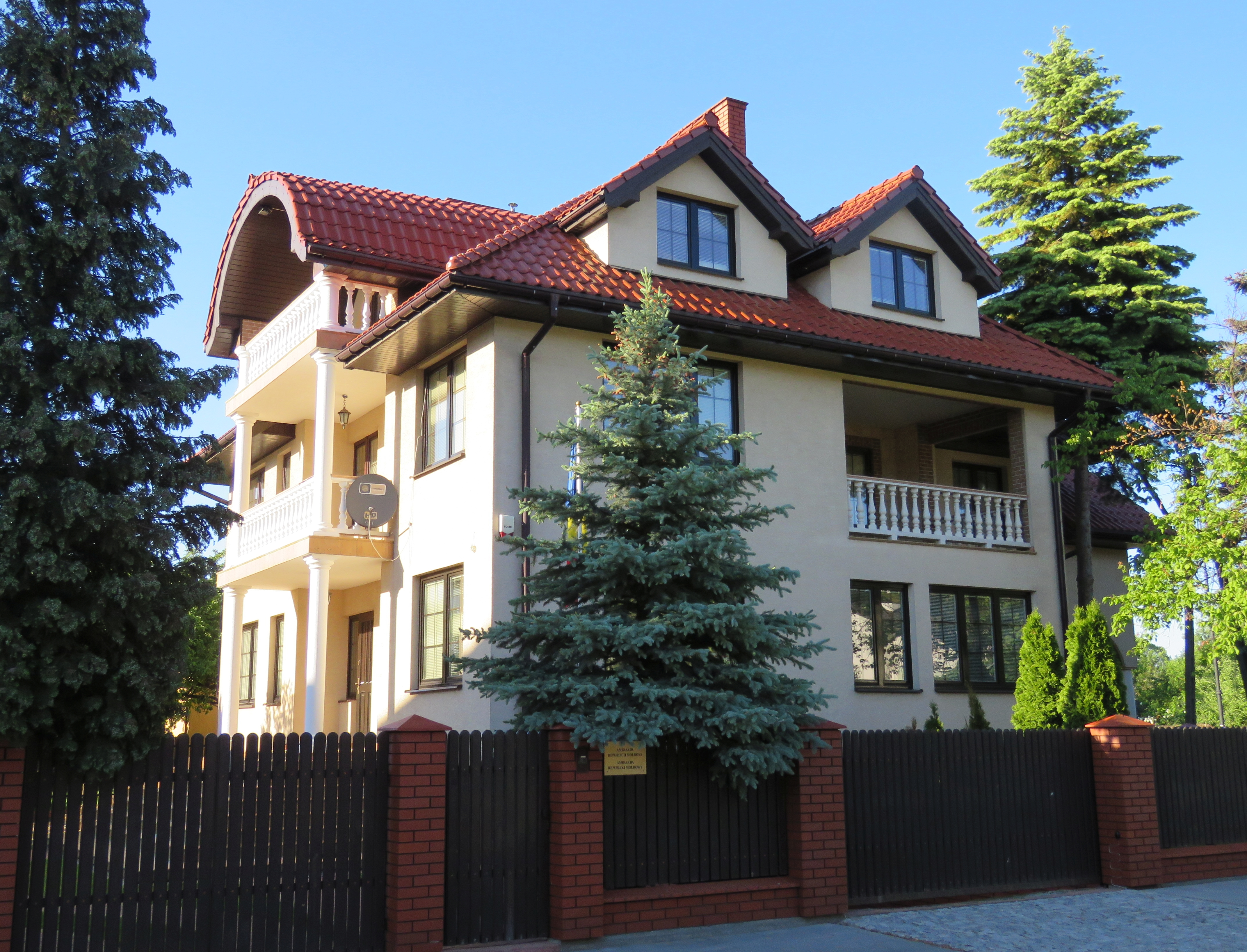
Посольство Молдовы в Варшаве
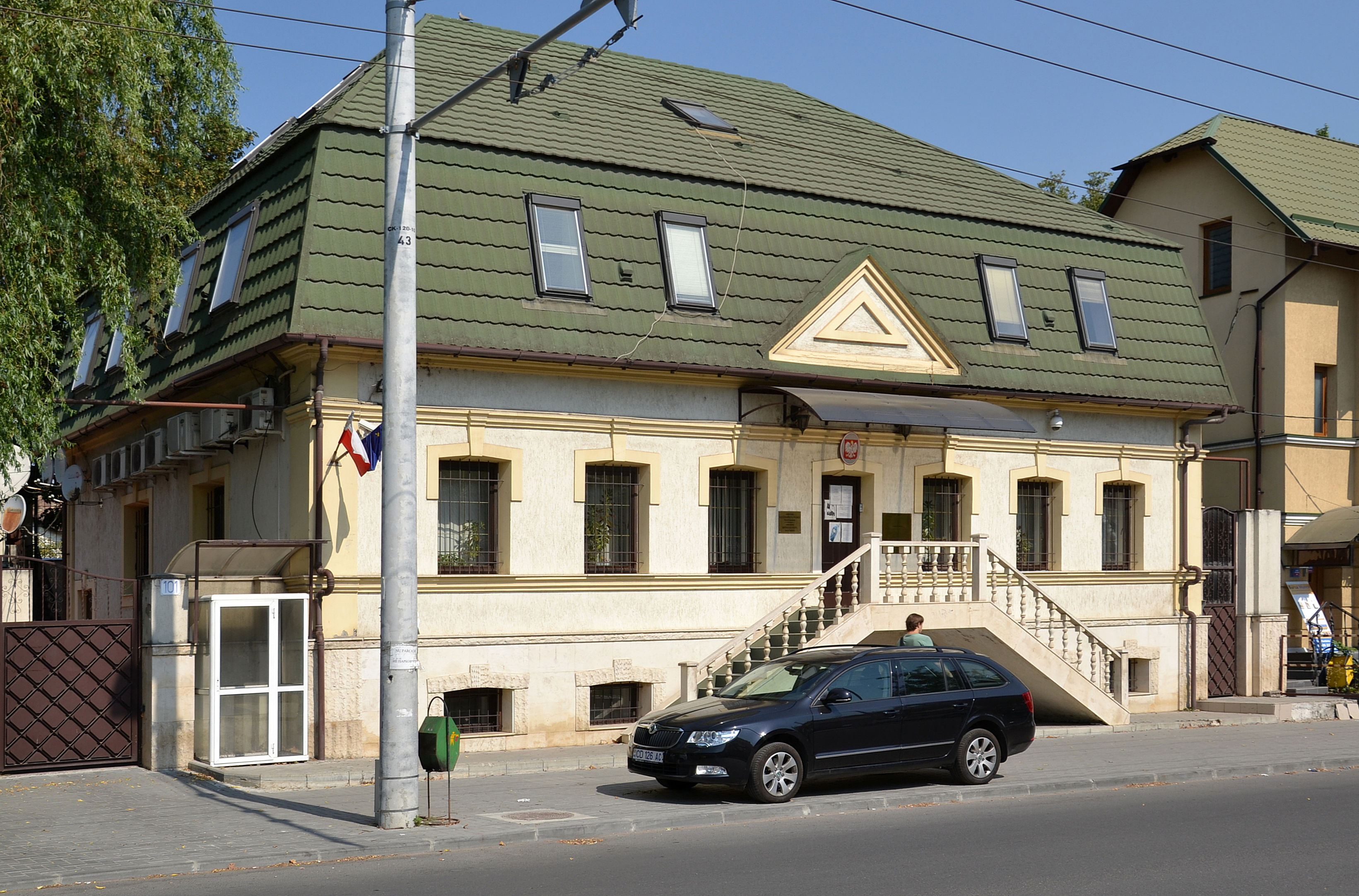
Посольство Польши в Кишинёве